# Phenobarbital
Phenobarbital, også kendt som phenobarbiton eller phenobarb er et medikament som anbefales af Verdenssundhedsorganisationen til behandling af visse typer epilepsi i ulande. I udviklingslande bliver det ofte brugt til at behandle anfald hos små børn, mens der normalt bruges andre lægemidler til at behandle større børn og voksne.